# Estibarsenio
La estibarsenio es un mineral de la clase de los minerales elementos, y dentro de esta pertenece al llamado “grupo del arsénico”. Fue descubierta en 1941 en una mina de Skellefteå, en la provincia de Västerbotten (Suecia), siendo nombrada así por su composición: antimonio -en latín stibium- y arsénico. Sinónimos poco usados son: allemontita o arsenoestibio.

## Características químicas
Es una aleación de semimetales de arsénico y antimonio. Los cristales de este mineral tienen típicamente intercrecimiento con antimonio y arsénicos nativos.
Además de los elementos de su fórmula, suele llevar impurezas como: bismuto, hierro y azufre.

## Formación y yacimientos
Aparece más comúnmente en vetas hidrotermales, pero también se puede formar en pegmatitas de tipo granito.
Suele encontrarse asociado a otros minerales como: arsénico, arsenolita, antimonio, quermesita, estibina, estibiconita, cervantita, esfalerita, siderita, calcita o cuarzo.